# De Appelaar

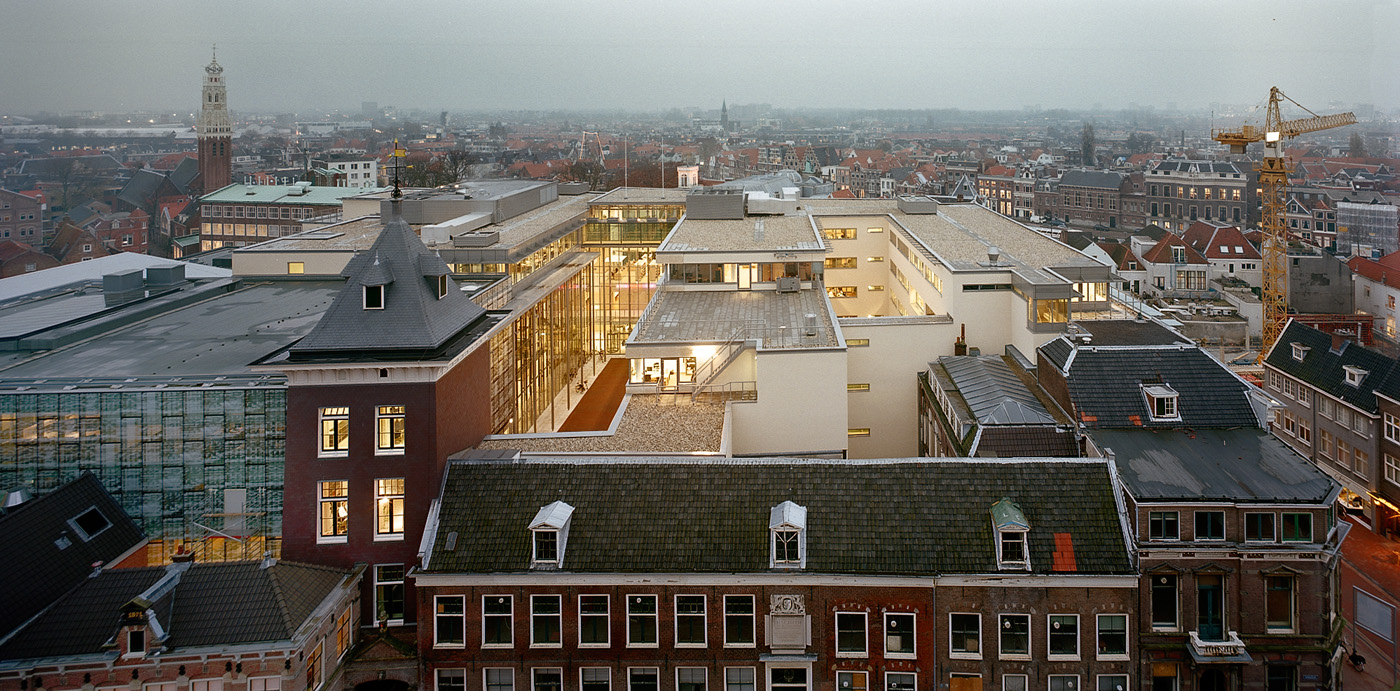

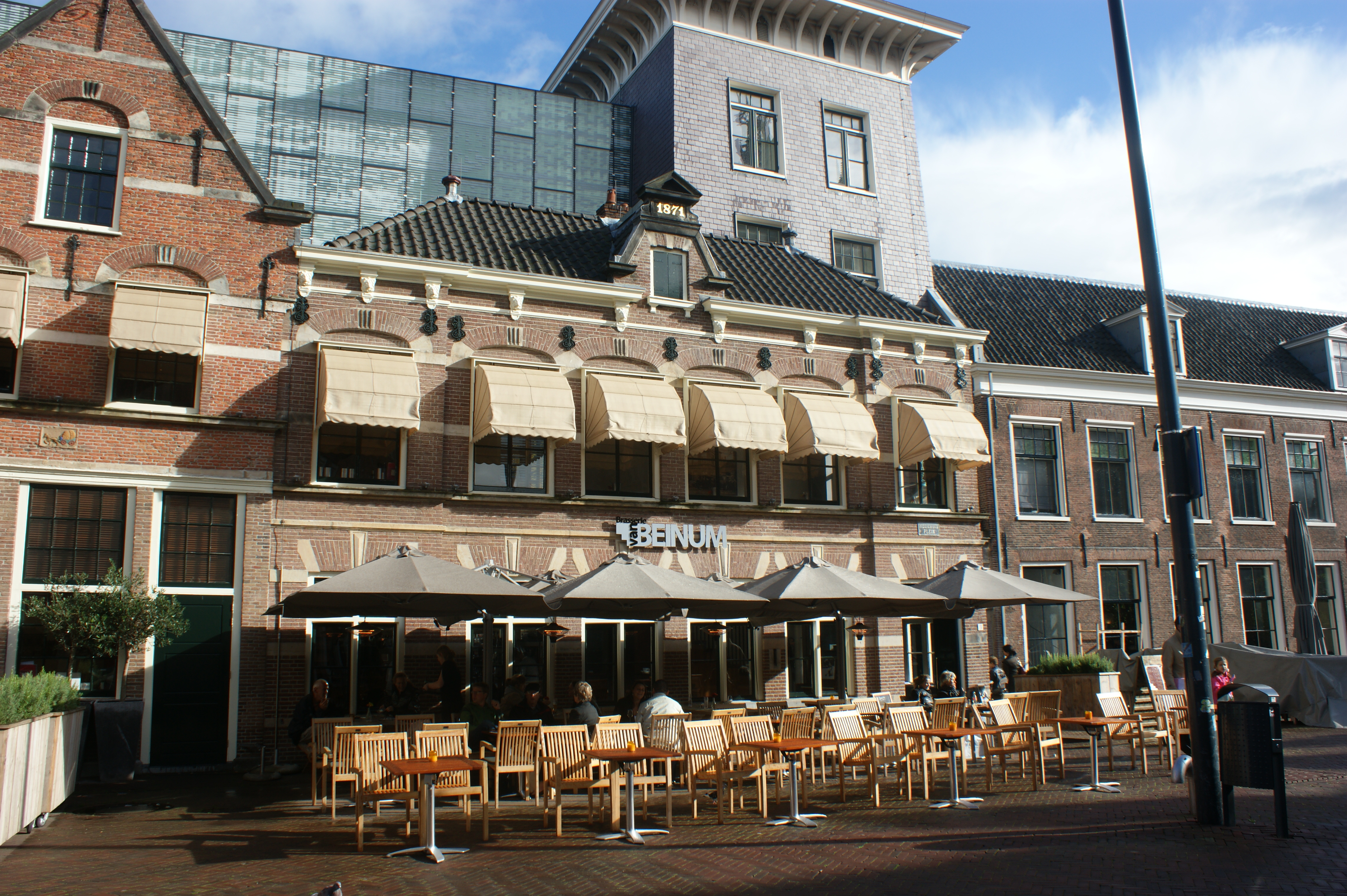
De gerestaureerde panden aan het Klokhuisplein met daarachter de glazen nieuwbouw van de rechtbank

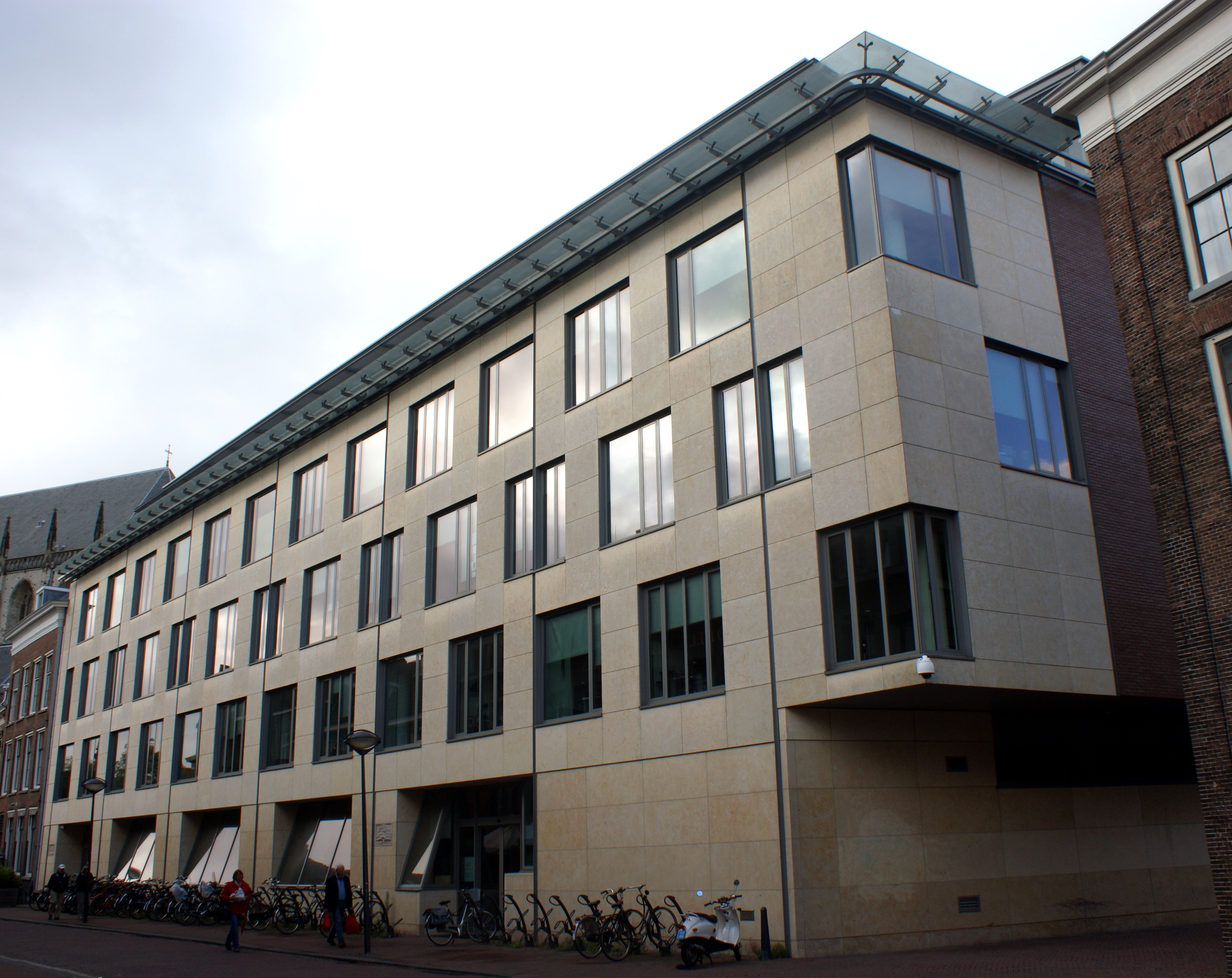
Nieuwbouw voor de rechtbank aan de Damstraat

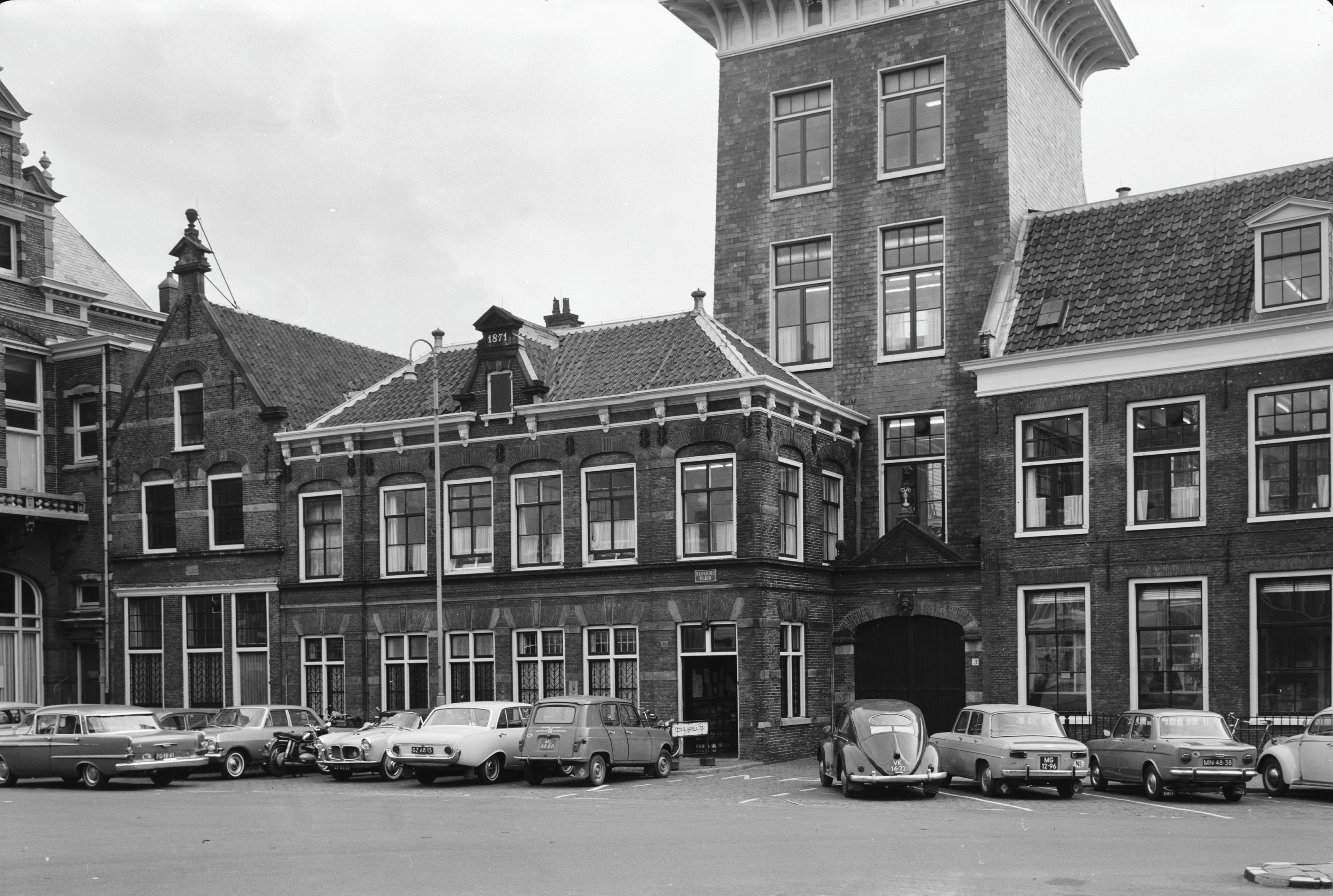
Het Enschedé-complex in 1964

De Appelaar is een gebouwencomplex in het centrum van Haarlem. Het terrein van de drukkerij Johan Enschedé in het centrum van Haarlem werd in de jaren 80 gekocht met het doel het gebied opnieuw te ontwikkelen. Het terrein bleek ernstig vervuild te zijn na meer dan 250 jaar te zijn gebruikt door de drukkerij. De plannen zijn meermaals gewijzigd waarbij in 1996 geplande hoogbouw werd vervangen voor een bescheidener plan.

## Onderdelen
In 2007 waren alle onderdelen van het project af. Onderdelen van het plan zijn:
- Rechtbank Haarlem
Er is een geheel nieuw pand gebouwd voor de Rechtbank in de Damstraat. De rechtbank neemt het grootste deel van de grond in.
- Parkeergarage
Deels onder de Damstraat en deels onder de rechtbank ligt een nieuwe parkeergarage met de ingang aan het Spaarne naast de Waag.
- Hotel
Tegenover de rechtbank is in de Damstraat een nieuw hotel gebouwd.
- Enschedéhuis
In het voormalige kantoorpand van Enschedé aan het Klokhuisplein (het Enschedéhuis) zit nu horeca.
- Philharmonie
Het oude concertgebouw is verbouwd en uitgebreid en heet na de verbouwing Philharmonie Haarlem.
- Toneelschuur
Voor de Toneelschuur is een nieuw pand gebouwd ontworpen door Joost Swarte en Mecanoo Architecten; het gebouw sluit aan op de oude bebouwing.
- Hofje
Naast de Toneelschuur en het Hofje van Bakenes is een nieuwe hofje gebouwd, het Johan Enschedé Hof.

## Garagebrand
Op 26 oktober 2010 woedde vanaf 20.30 uur een brand in de parkeergarage. De brandweer begon om 23.30 uur met het laten vollopen van de garage met water door middel van waterkanonnen. De brandweer kon de brand lastig bereiken in verband met instortingsgevaar. De Damstraat en het bovenliggende concertgebouw werden ontruimd.